# ATX Open 2023
Il ATX Open 2023 è un torneo femminile di tennis giocato sul cemento. È la 1ª edizione del torneo, facente parte della categoria WTA 250 nell'ambito del WTA Tour 2023. Si gioca al Westwood Country Club di Austin negli Stati Uniti dal 27 febbraio al 5 marzo 2023. Il torneo segna un ritorno del WTA Tour nel Texas dopo un'assenza di undici anni.

## Partecipanti al singolare

### Teste di serie
| Nazionalità | Giocatrice          | Ranking* | Testa di serie |
| ----------- | ------------------- | -------- | -------------- |
| Polonia     | Magda Linette       | 21       | 1              |
| Cina        | Zhang Shuai         | 22       | 2              |
|             | Anastasija Potapova | 29       | 3              |
| Stati Uniti | Danielle Collins    | 40       | 4              |
| Stati Uniti | Sloane Stephens     | 41       | 5              |
| Stati Uniti | Lauren Davis        | 49       | 6              |
| Stati Uniti | Alycia Parks        | 51       | 7              |
| Ucraina     | Marta Kostjuk       | 55       | 8              |

* Ranking al 20 febbraio 2023.

### Altre partecipanti
Le seguenti giocatrici hanno ricevuto una wild card per il tabellone principale:
- Mirjam Björklund
- Elizabeth Mandlik
- Peyton Stearns

La seguente giocatrice è entrata in tabellone con il ranking protetto:
- Taylor Townsend

Le seguenti giocatrici sono passate dalle qualificazioni:

- Katie Boulter
- Louisa Chirico
- Ashlyn Krueger
- Ann Li
- Robin Montgomery
- Heather Watson

La seguente giocatrice è entrata in tabellone come lucky loser:
- Ėrika Andreeva
- Nao Hibino
- Coco Vandeweghe

### Ritiri
Prima del torneo
- Lauren Davis → sostituita da  Nao Hibino
- Viktorija Golubic → sostituita da  Harriet Dart
- Anhelina Kalinina → sostituita da  Dajana Jastrems'ka
- Jasmine Paolini → sostituita da  Katie Volynets
- Emma Raducanu → sostituita da  Coco Vandeweghe
- Alison Van Uytvanck → sostituita da  Dalma Gálfi
- Zhang Shuai → sostituita da  Ėrika Andreeva

## Partecipanti al doppio

### Teste di serie
| Nazione       | Giocatrice               | Nazione   | Giocatrice        | Rank1 | Seed |
| ------------- | ------------------------ | --------- | ----------------- | ----- | ---- |
| Stati Uniti   | Nicole Melichar-Martinez | Australia | Ellen Perez       | 35    | 1    |
| Nuova Zelanda | Erin Routliffe           | Indonesia | Aldila Sutjiadi   | 71    | 2    |
| Germania      | Anna-Lena Friedsam       | Ucraina   | Nadiia Kičenok    | 168   | 3    |
| Regno Unito   | Harriet Dart             |           | Aleksandra Panova | 181   | 4    |

* Ranking al 20 febbraio 2023.

### Altre partecipanti
La seguente coppia di giocatrici ha ricevuto una wild card per il tabellone principale:
- Charlotte Chavatipon /  Sabina Zejnalova
- Ashlyn Krueger /  Robin Montgomery

### Ritiri
Prima del torneo
- Miyu Katō /  Aldila Sutjiadi → sostituite da  Erin Routliffe /  Aldila Sutjiadi
- Jana Sizikova /  Alison Van Uytvanck → sostituite da  Anna Blinkova /  Jana Sizikova

## Campionesse

### Singolare
Marta Kostjuk ha sconfitto in finale  Varvara Gračëva con il punteggio di 6-3, 7-5.
- É il primo titolo in carriera per Kostjuk.

### Doppio
Erin Routliffe /  Aldila Sutjiadi hanno sconfitto in finale  Nicole Melichar-Martinez /  Ellen Perez con il punteggio di 6-4, 3-6, [10-8].